# 克拉森湖

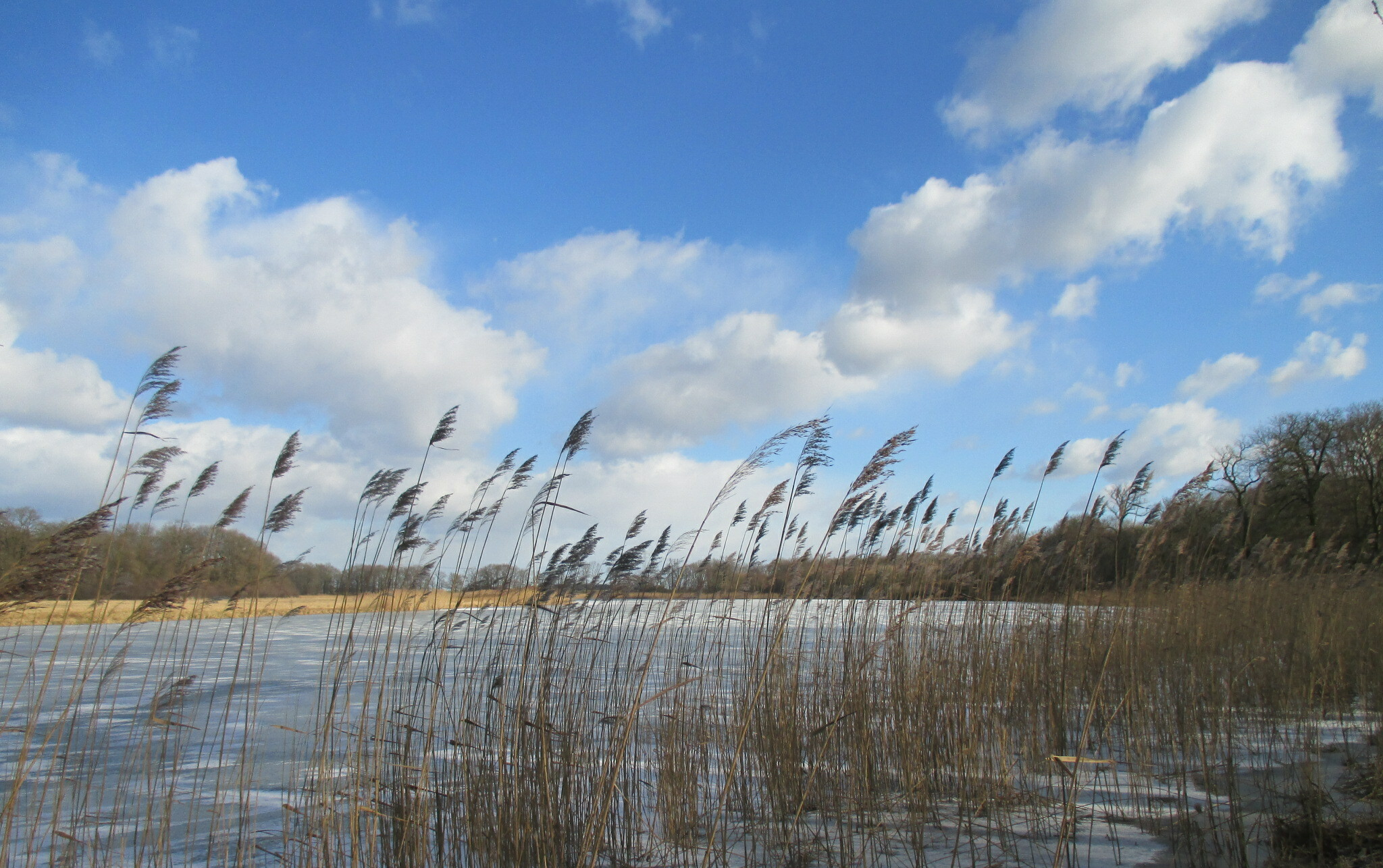

克拉森湖（德語：Crassensee），是德國的湖泊，位於該國東北部，由薩克森-安哈爾特州負責管轄，處於維滕貝格縣，長0.9公里、寬0.1公里，面積0.1平方公里，海拔高度64米，平均水深2米，最大水深4米，湖岸線長度2公里。